# Folklore rus
El folklore rus és el folklore dels russos i altres grups ètnics de Rússia.
El folklore rus té les seves arrels en les creences paganes dels antics eslaus i ara es troba representat al recull Contes populars russos (rus: Народные русские сказки, Narodnie russkie skazki). Les bilines èpiques russes són també una part important de la mitologia eslava. Els poemes més antics de la Rus de Kíev han estat trobats en gran part al nord de Rússia, principalment a Carèlia, on també ha estat recollit l'essencial de l'epopeia nacional finlandesa, el Kalevala.
Molts contes populars russos i bilines han estat adaptats per a pel·lícules d'animació, o per a llargmetratges de directors destacats com Aleksandr Ptuixkó (Ilià Múromets,   Sadko ) i Aleksandr Rou (Morozko, Basilisa la bella).
Alguns poetes russos, incloent Piotr Ierxov i Leonid Filàtov, van fer una sèrie d'interpretacions poètiques conegudes dels contes de fades russos clàssics, i en alguns casos, com el d'Aleksandr Puixkin, també va crear poemes de contes de fades totalment originals i de gran popularitat.

## Galeria

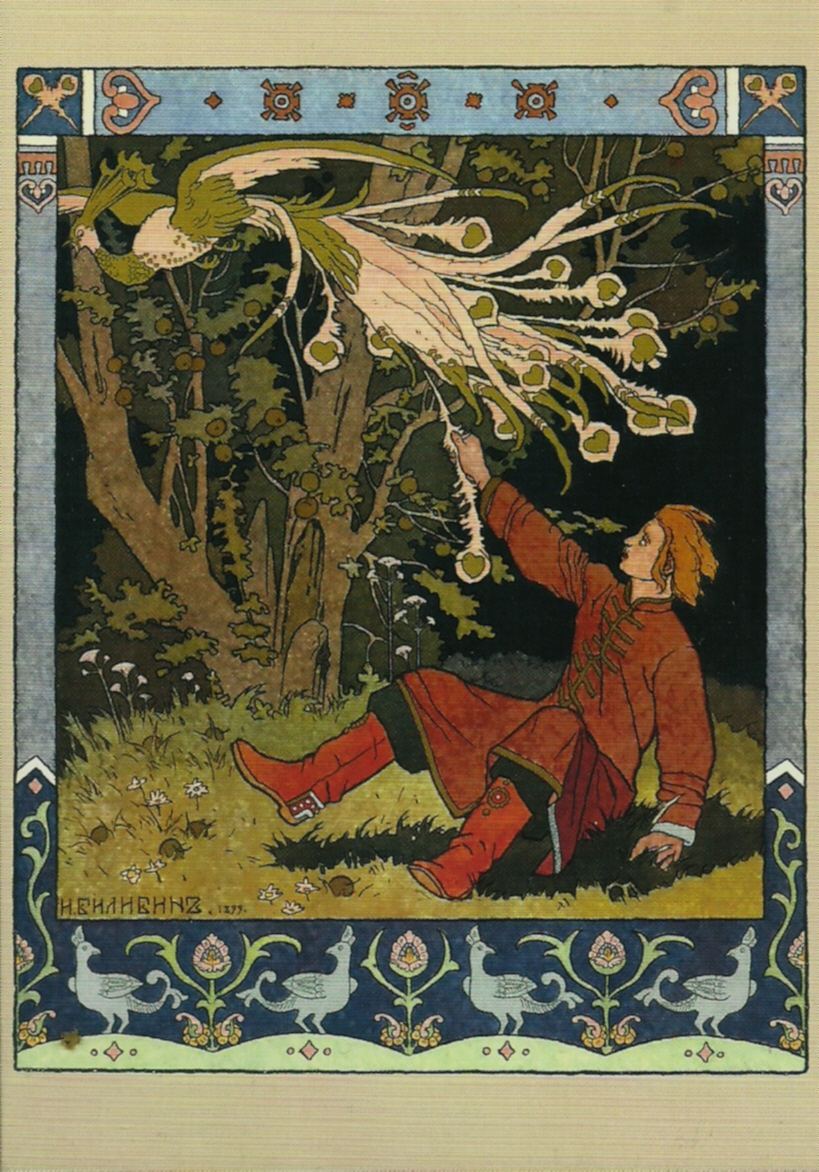
Ocell de foc per Ivan Bilibin.
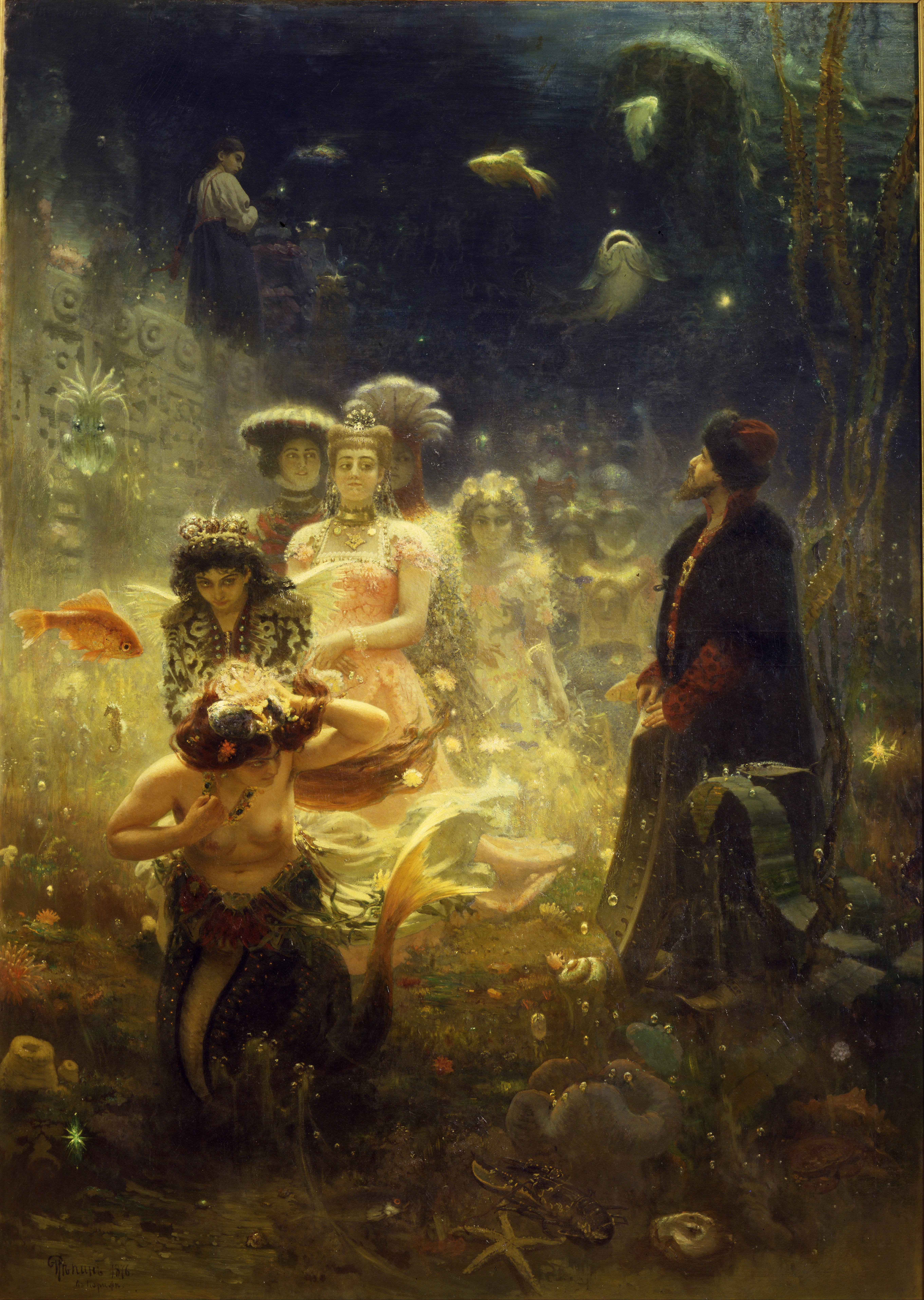
Sadkó al regne subaquàtic per Ilià Repin.
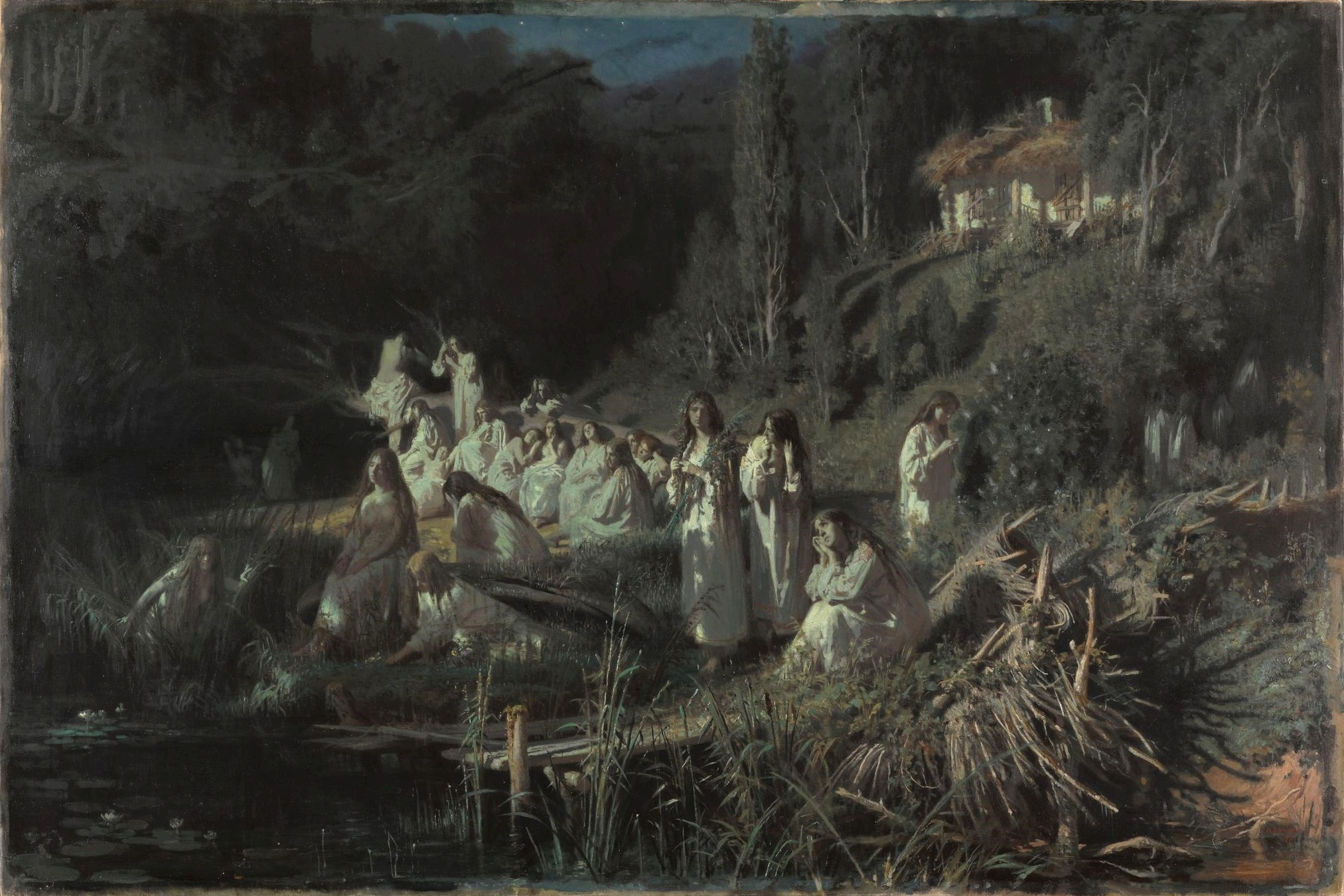
Les sirenes per Ivan Kramskoi.
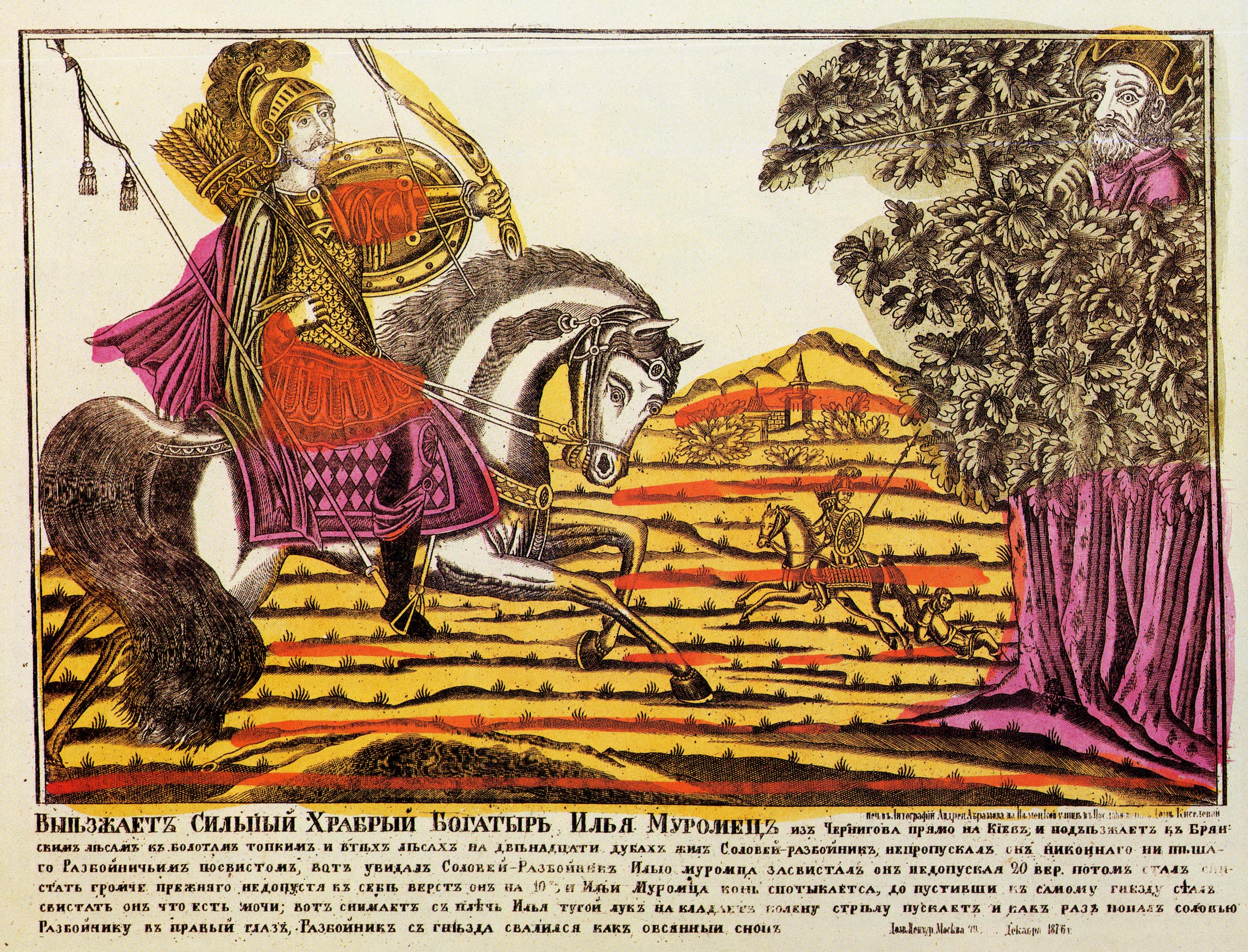
Ilià Múromets i El rossinyol bandit (lubok del segle xix).
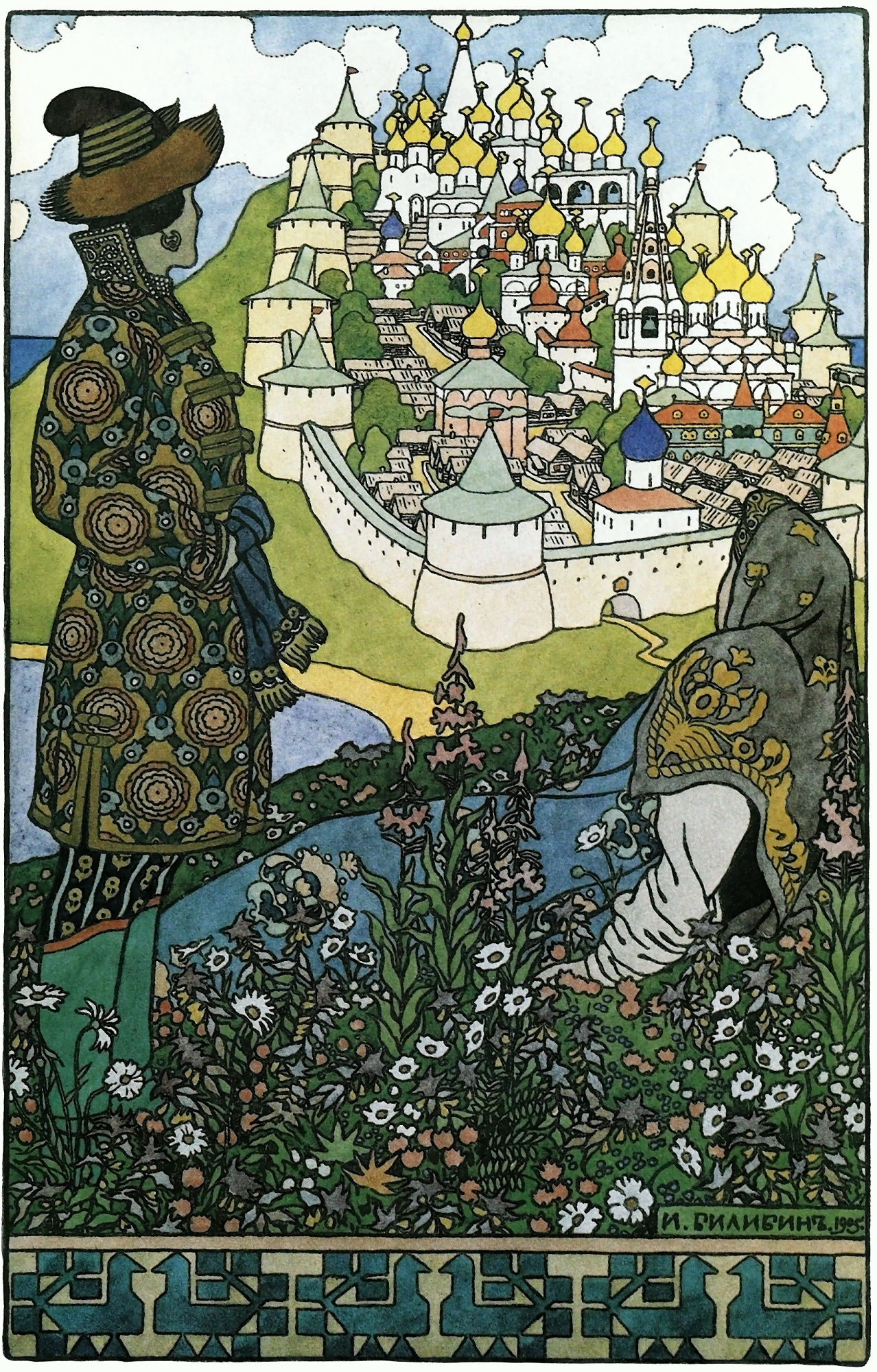
Buian per Ivan Bilibin.
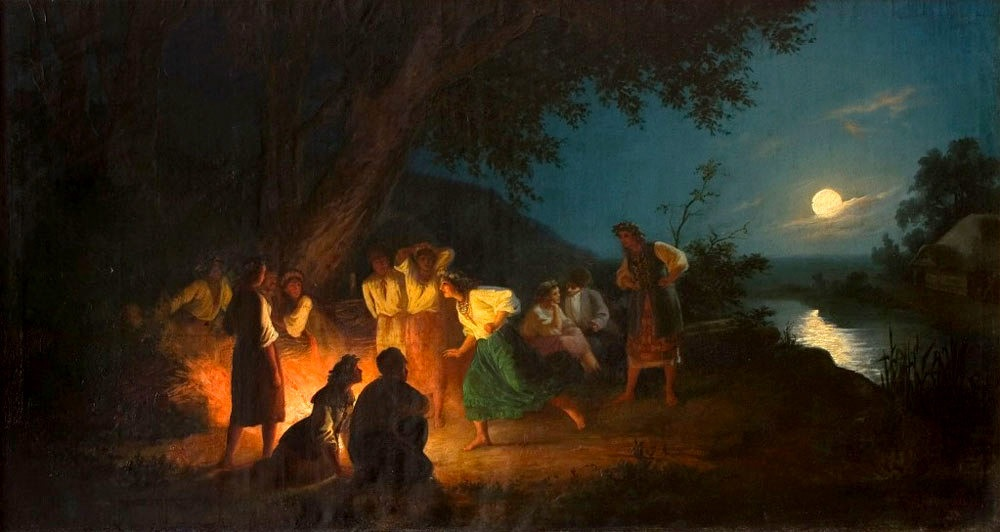
La nit d'Ivan Kupala per Henryk Siemiradzki.
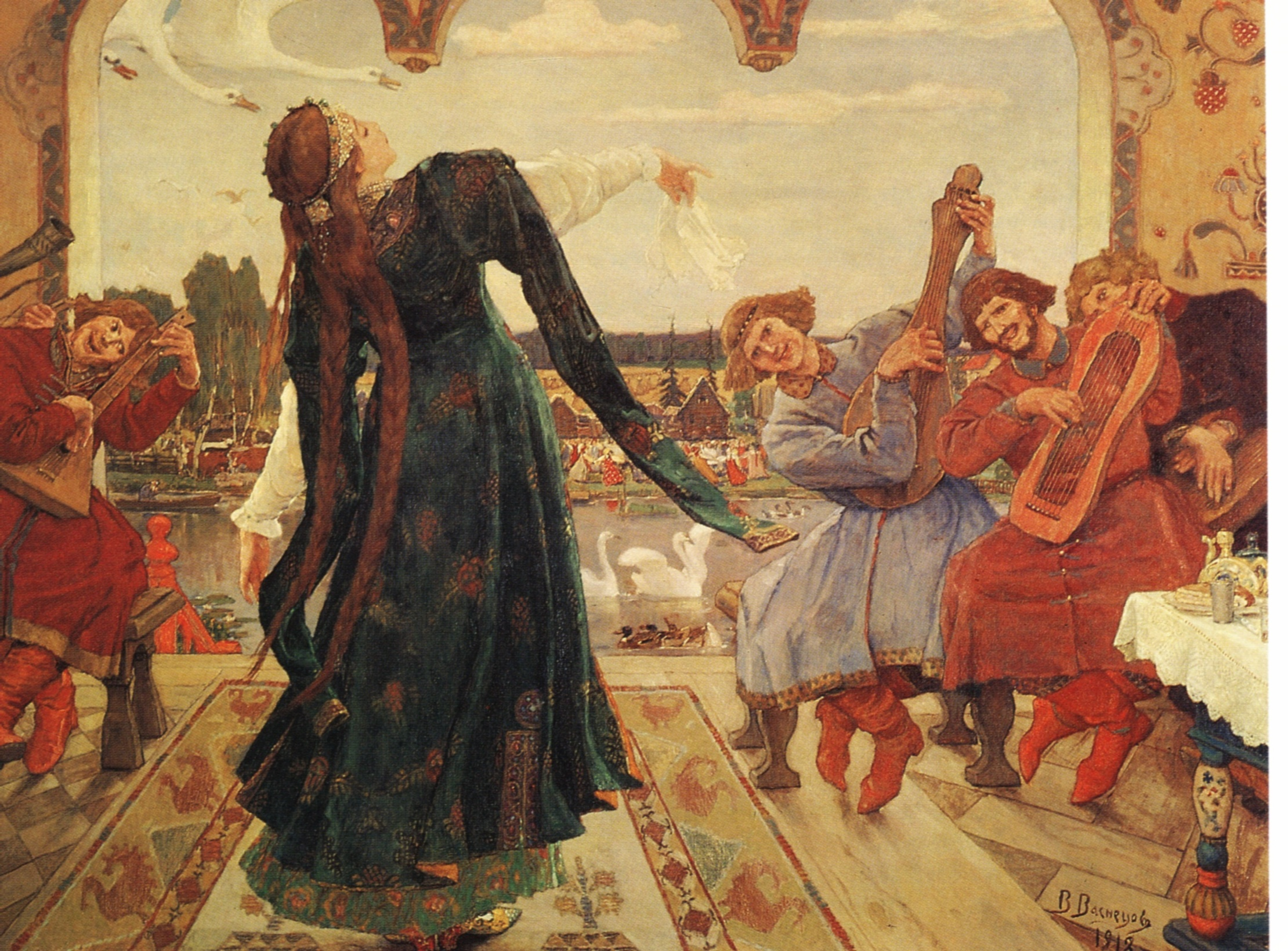
La tsarevna granota per Víktor Vasnetsov.
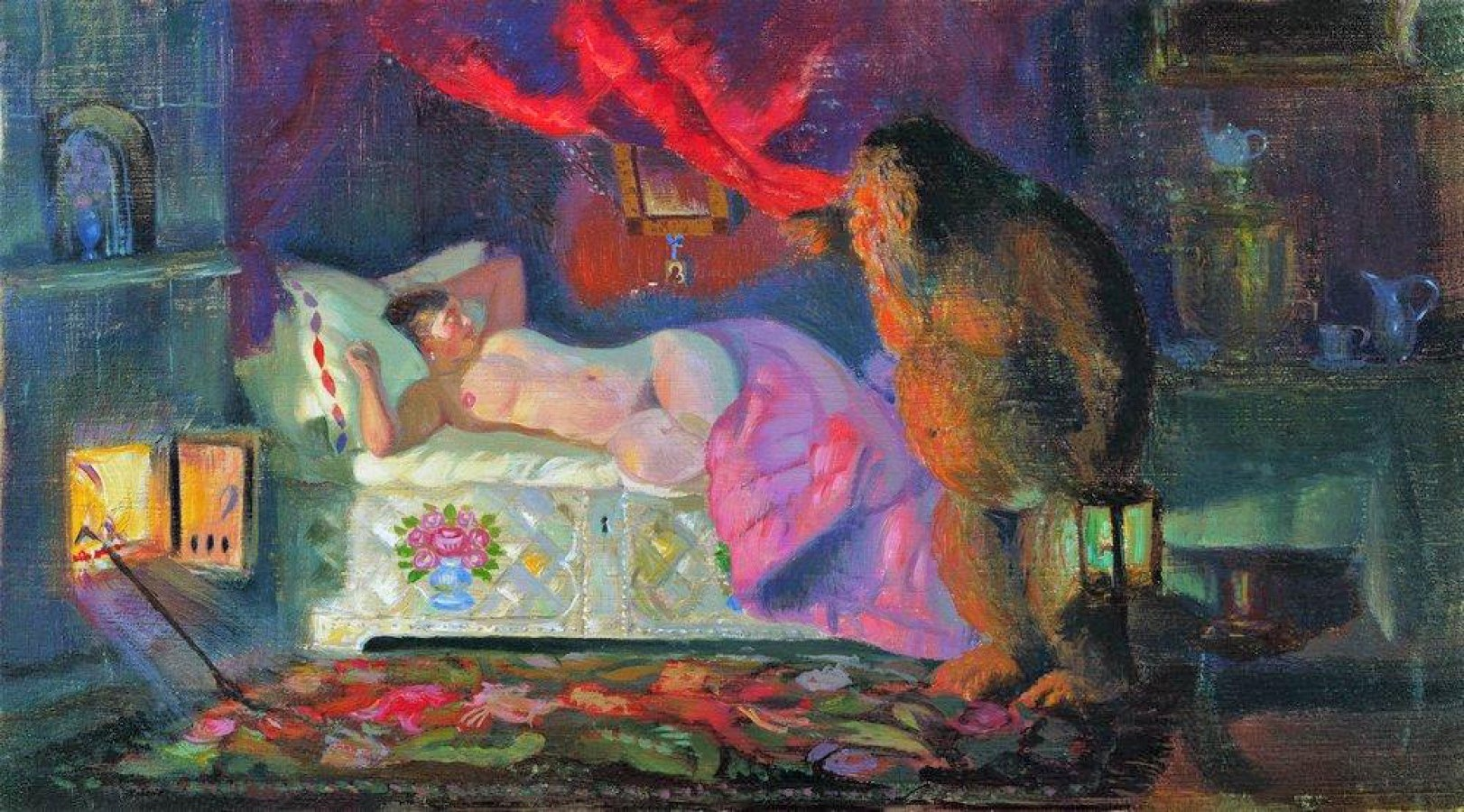
La dona del marxant i el Domovoi per Borís Kustódiev.
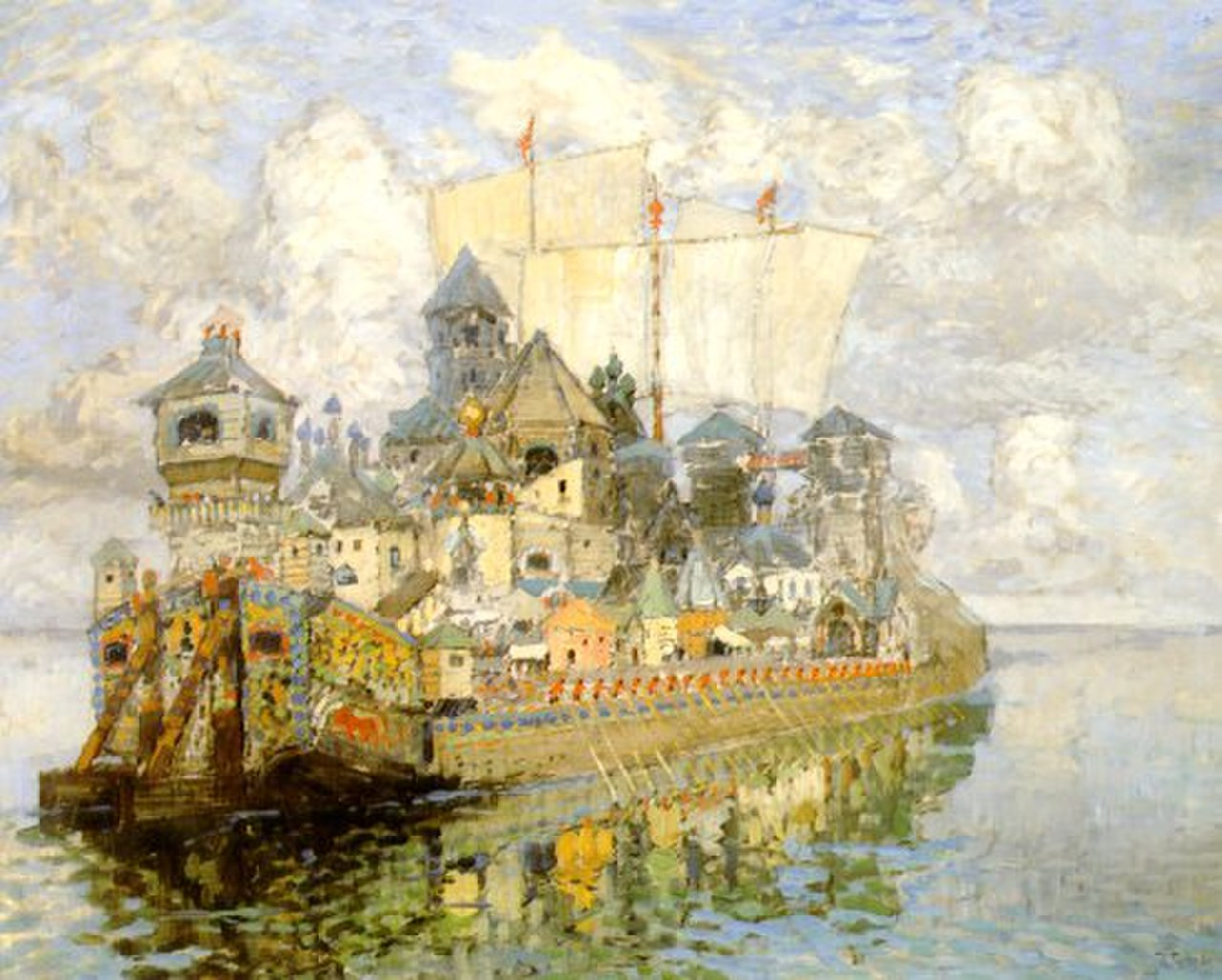
Kítej per Konstantín Gorbàtov.
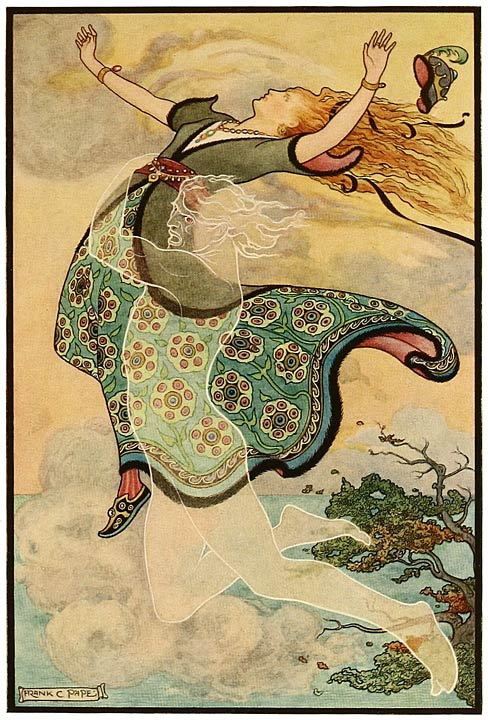
Il·lustració de "The Russian Story Book" per Richard Wilson, il·lustrat per Frank C. Papé, 1916
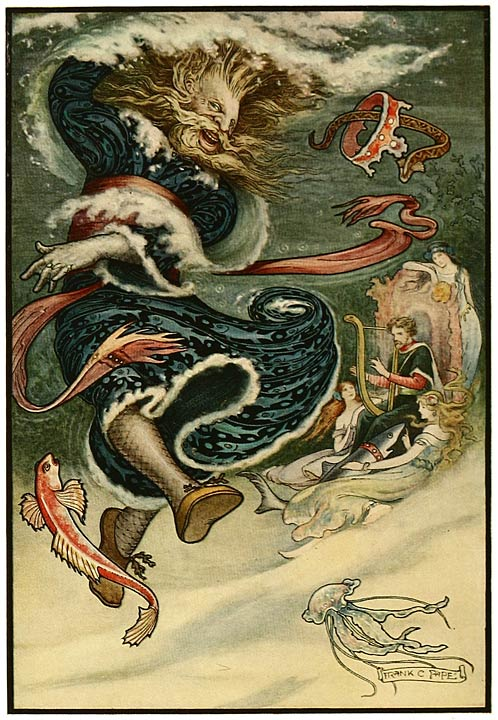
Il·lustració de "The Russian Story Book" per Richard Wilson, il·lustrat per Frank C. Papé, 1916
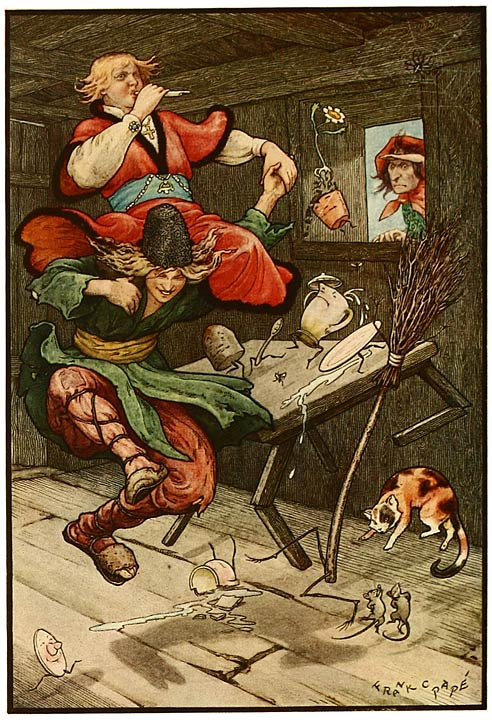
Il·lustració de "The Russian Story Book" per Richard Wilson, il·lustrat per Frank C. Papé, 1916
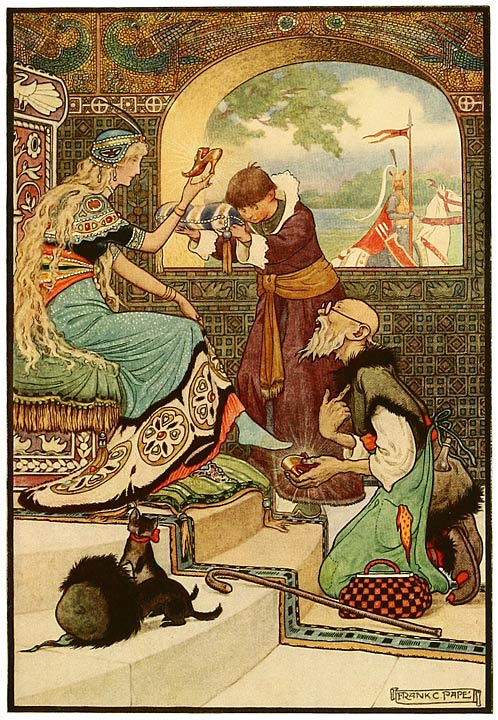
Il·lustració de "The Russian Story Book" per Richard Wilson, il·lustrat per Frank C. Papé, 1916
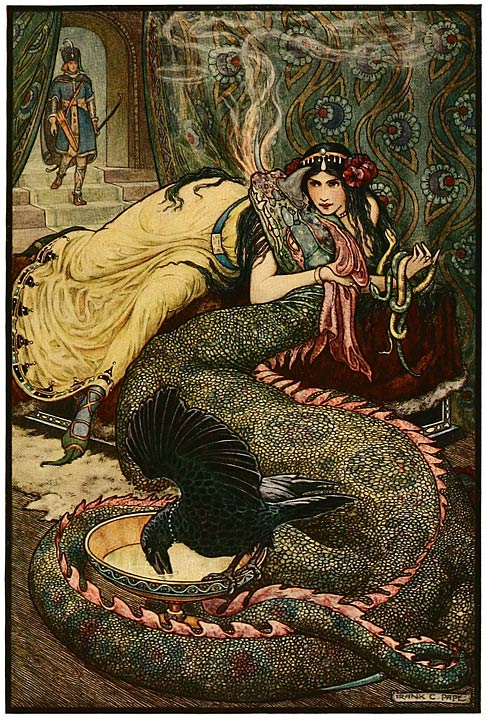
Il·lustració de "The Russian Story Book" per Richard Wilson, il·lustrat per Frank C. Papé, 1916
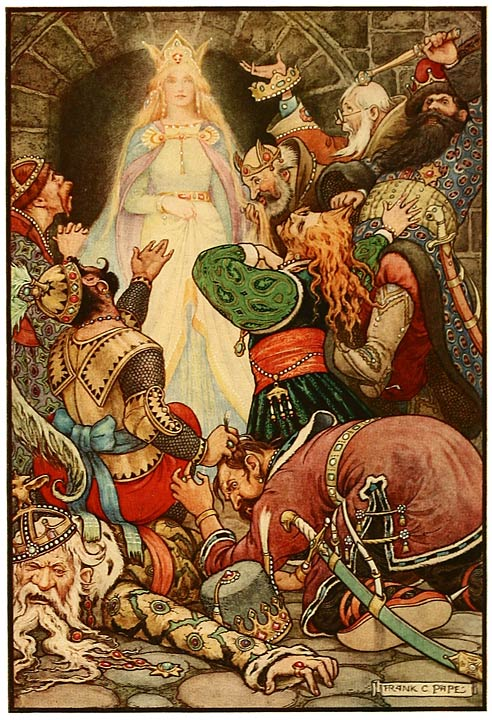
Il·lustració de "The Russian Story Book" per Richard Wilson, il·lustrat per Frank C. Papé, 1916
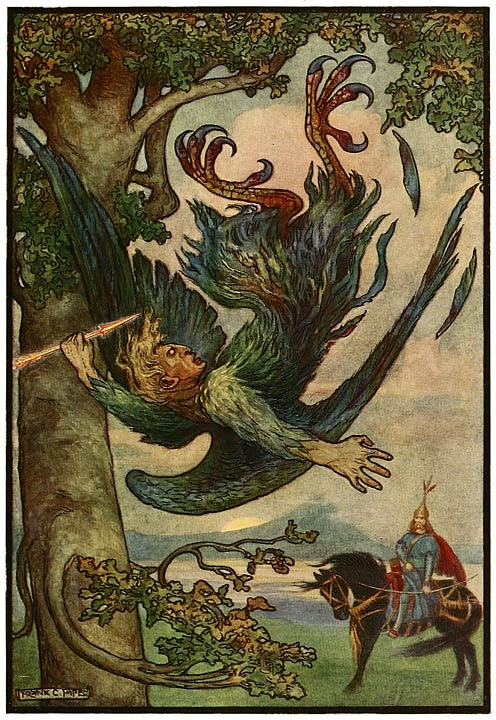
Il·lustració de "The Russian Story Book" per Richard Wilson, il·lustrat per Frank C. Papé, 1916